# Euphorbia finkii
Euphorbia finkii es una especie fanerógama perteneciente a la familia de las euforbiáceas.  Es originaria de  México en Guerrero, Veracruz, Puebla y Oaxaca.

## Taxonomía
Euphorbia finkii fue descrita por (Boiss.) V.W.Steinm. y publicado en Acta Botánica Mexicana 65: 48. 2003.
Etimología
Euphorbia: nombre genérico que deriva del médico griego del rey Juba II de Mauritania (52 a 50 a. C. - 23), Euphorbus, en su honor – o en alusión a su gran vientre –  ya que usaba médicamente Euphorbia resinifera. En 1753 Carlos Linneo asignó el nombre a todo el género.
finkii: epíteto otorgado en honor del botánico alemán Hugo Finck (¿-1895), quien recolectó la especie en el Estado de Veracruz. El nombre correcto quizás deba ser E.finckii.
Sinonimia
- Pedilanthus finkii Boiss.
- Tithymalodes finkii (Boiss.) Kuntze	[6][1]